# Resident Evil: Afterlife
Resident Evil: Afterlife (ang. Resident Evil 4: Afterlife) – amerykański film fabularny z 2010 roku. Zdjęcia kręcono w Toronto i Tokio.

## Fabuła
Alice (Milla Jovovich) wraz z oddziałem swoich klonów niszczy tokijską bazę korporacji Umbrella, następnie zaś szuka oazy ocalałych, tajemniczej Arkadii, miasta na Alasce. W miejscu o podanych współrzędnych odnajduje jedynie jedną osobę, Claire Redfield, przywódczynię konwoju ocalalych, znaną z poprzedniej części filmu. Wraz z Claire, cierpiącą na amnezję, kontynuuje lotniczy zwiad nad terytorium Ameryki Północnej, poszukując oaz wolnych od zombie i wirusa. Odnajdują kilkuosobową grupę ocalałych, zabarykadowanych w dawnym więzieniu w Los Angeles, otoczonych hordami żywych trupów. W pobliżu oczekuje również tajemnicza Arkadia, która okazuje się być statkiem.

## Obsada
- Milla Jovovich – Alice
- Ali Larter – Claire Redfield
- Wentworth Miller – Chris Redfield
- Spencer Locke – K-Mart
- Shawn Roberts – Albert Wesker
- Kim Coates – Bennett
- Kacey Barnfield – Crystal
- Boris Kodjoe – Luther West
- Sergio Peris-Mencheta – Angel Ortiz
- Norman Yeung – Kim Yong
- Ray Olubowale – Axeman
- Fulvio Cecere – Wendell
- Sienna Guillory – Jill Valentine